# Victor Cușnirenco
Victor Cușnirenco (rusă Виктор Кушниренко; n. 22 octombrie 1949, Beriozchi, raionul Anenii Noi, Republica Moldova) este critic literar-pușkinist, istoric literar, scriitor, publicist, jurnalist și editor sovietic și moldovean.

## Biografie
S-a născut în satul Beriozchi din raionul Anenii Noi, RSS Moldovenească (actualmente R. Moldova) într-o familie de ucraineni. A slujit în armata sovietică în Elektrostal lângă Moscova în anii 1968-1969. În același timp, a publicat activ în ziarul districtului militar al Moscovei al Forțelor de Apărare Aeriană На боевом пост („Pe post de luptă”). În 1970-1975 a fost student la Facultatea de Filologie a Universității de Stat din Chișinău, pe care a absolvit-o cu specializarea filolog, profesor de limba și literatura rusă. Din 1972 a fost angajat al ziarului de mare tiraj Кишинёвский университет („Universitatea din Chișinău”), corespondent independent pentru ziarele Вечерний Кишинёв („Chișinăul de seară”), Молодёжь Молдавии („Tineretul Moldovei”) și redacția pentru tineret a televiziunii moldovenești. În 1973 a publicat buletine de presă ale Festivalului Uniunii Tineretului Sovietic, desfășurat la Chișinău. A publicat, de asemenea, în literatura Comsomolului în 1979-1981. 
În 1980 a devenit redactor-adjunct al ziarului „Tineretul Moldovei”. Din 1985, a activat ca redactor-adjunct al ziarului Народное образование („Învățământul public”). În 1995-1999 a fost redactor-șef adjunct, apoi redactor-șef al ziarului Земля и Люди („Pământ și oameni”), în același timp redactor al ziarului Эхо Кишинёва („Ecoul Chișinăului”).
În anul 2000 a fost distins cu titlul „Om Emerit” al Republicii Moldova. În anii 2000-2015 a fost editor-șef al editurii „Vector”. A redactat o serie de manuale de limba și literatura rusă pentru clasele 1-9 ale școlilor cu predare în limbile rusă și română din Republica Moldova. În 2007 a fost decorat cu Medalia Pușkin a Federației Ruse. A activat ca secretar științific la Casa-muzeu „Pușkin” din Chișinău. În 2019 a fost distins cu medalia „Meritul Civic”.